# Arceuthobium americanum
Arceuthobium americanum es una especie de planta parásita perteneciente a la familia de las santaláceas.  Es una planta común en el oeste de América del Norte, donde vive en los bosques de pinos. 

## Descripción
Es una planta parásita que vive en el pino torcido, especialmente en la subespecie Pinus contortus ssp. murrayana, el pino Tamarack. Esta subespecie de pino es más común en la Cordillera de las Cascadas y Sierra Nevada. 
Arceuthobium americanum tiene estructura en forma de coral de color amarillo-verdoso que se encuentra por encima de la superficie de la corteza del árbol, mientras que la mayoría de los parásitos están por debajo de la corteza. Las semillas maduran a finales del verano y se dispersan a los árboles cercanos. Las plantas son dioicas, lo que significa que tienen separadas las partes masculinas y femeninas. Estudios  de los árboles infectados han demostrado la disminución del contenido de almidón en las agujas de estos árboles. Además, se han encontrado diferencias en el posicionamiento de los haces vasculares entre los pinos femeninos infectados y los árboles de pino macho infectados.

## Taxonomía
Arceuthobium americanum fue descrita por Thomas Nuttall ex George Engelmann y publicado en Boston Journal of Natural History 6(2): 214, en el año 1850.